# Perion Network
IncrediMail Ltd. (NASDAQ: MAIL) — израильская компания, которая разрабатывает и продаёт клиенты электронной почты, а также другие десктопные программы для потребителей, рынков и домашних пользователей. Штаб-квартира IncrediMail Ltd. находится в Нью-Йорке.

## История
Компания Prion, ранее известная как IncrediMail была основана в 1999 году двумя братьями, Яроном и Офером Адлером, а в 2000 году получил 3.3 миллионов долларов инвестиций от частных и институциональных источников. Она опубликовала первичное публичное предложение в январе 2006 года на NASDAQ.
По состоянию на март 2009 года, IncrediMail имеет 80 000 000 загрузок своего программного обеспечения в более чем 100 странах на 10 разных языках, а финансовый отчёт на 4 квартал 2008 года сообщил о доходе в размере 6.1 миллионов долларов. 25 марта 2009 года, доска объявлений одобрила выкуп задней части акций компании в размере 1 миллиона долларов, на верхней части около 335 000 акций, которые ранее были приобретены.
В августе 2011 года Perion приобрела Smilebox в Редмонде за 32 миллиона долларов. Smilebox — приложение для создания слайд-шоу, электронных открыток , приглашений и других цифровых фотоальбомов.
В ноябре 2011 года название компании было изменено на Perion, что на иврите означает «производительность».
В ноябре 2012 года Perion приобрела израильскую компанию SweetPacks (или SweetIM) примерно за 41 миллион долларов. SweetPacks выпустила разнообразный загружаемый контент для повседневного использования.
В январе 2014 года компания приобрела Client Connect, бизнес-подразделение Conduit Company, в результате сделки на фондовой бирже на сумму около 660 миллионов долларов.
В июне 2014 года фирма приобрела Grow Mobile в Сан-Франциско в рамках репозиционирования компании, чтобы сосредоточиться на услугах для бизнеса.
В декабре 2015 года фирма приобрела цифровую рекламную компанию Undertone за 180 миллионов долларов.
В сентябре 2016 года Йозеф Мандельбаум объявил, что уходит с поста генерального директора.  В 2017 компания заявила о назначении Дорона Герстела новым генеральным директором компании. Герстель предпринял шаги по сокращению долга компании и повышению «операционной эффективности». Компания также расширила свой рекламный бизнес на цифровом телевидении.
В июне 2017 года подразделение социальных сетей Ferion, MakeMeReach, объявило о заключении соглашения о сотрудничестве с социальной сетью Snapchat. В том же месяце подразделение социальных сетей получило награду Instagram за инновации за кампанию для фильмов Disney.
В январе 2020 года Perion приобрела Content IQ, нью-йоркский стартап, который оптимизирует цифровую рекламу, выполняя отслеживание и аналитику без файлов cookie.
В июле 2020 года Perion купила активы компании Pub Ocean, занимающейся рекламными технологиями, ориентированной на цифровых издателей, которые она интегрировала в Content IQ.
Компания объявила об окончании поддержки проекта[какого?] и его закрытии в 2021 году, после чего пользователи данной программы оказались в ситуации невозможности переноса своей переписки в другие почтовые сервисы из-за закрытия доступа к серверам и сервисам программы IncrediMail.